# Оймур
О́ймур (бур. Оймуур) — село в Кабанском районе Бурятии. Административный центр сельского поселения «Оймурское».

## География
Расположено на юго-восточном берегу байкальского залива Провал в устьях рек Оймурка и Сергеевка, на 30-м км региональной автодороги Шергино — Оймур — Заречье, в 16 км к северо-востоку от села Кудара и в 62 км от районного центра — села Кабанска.

## История
Оймурская деревня упоминается в «Ведомости Селенгинского дистрикта по земельным» делам около 1740 года.

## Население
| 2002 | 2010  |
| ---- | ----- |
| 1437 | ↘1380 |

## Инфраструктура
Средняя общеобразовательная школа, детский сад, сельский клуб, врачебная амбулатория.

## Известные люди
Кибирев, Владимир Васильевич — советский и российский учёный-математик, кандидат физико-математических наук (1982), Отличник просвещения СССР (1987), Заслуженный работник высшей школы Российской Федерации (2007), Заслуженный работник образования Республики Бурятия (1996).